# 紅白梅図

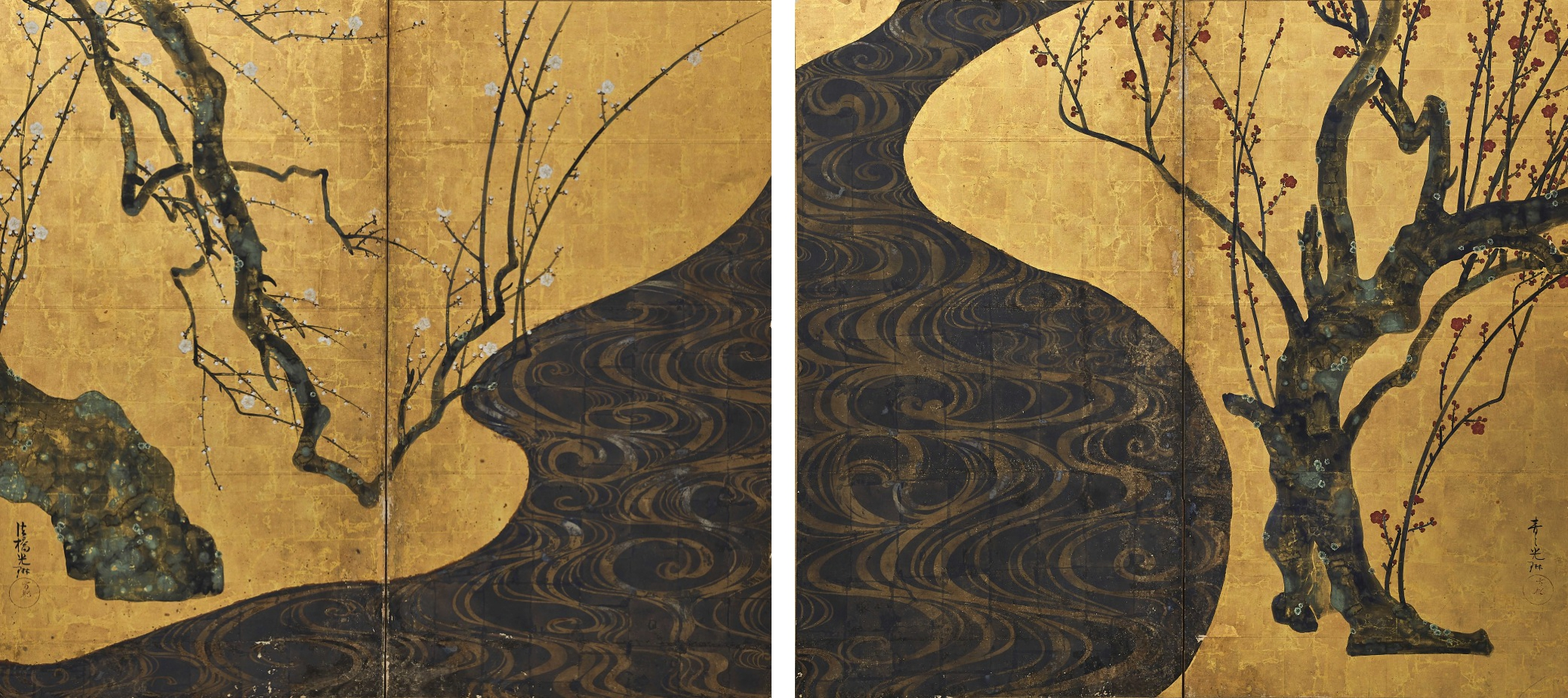
紅白梅図屏風

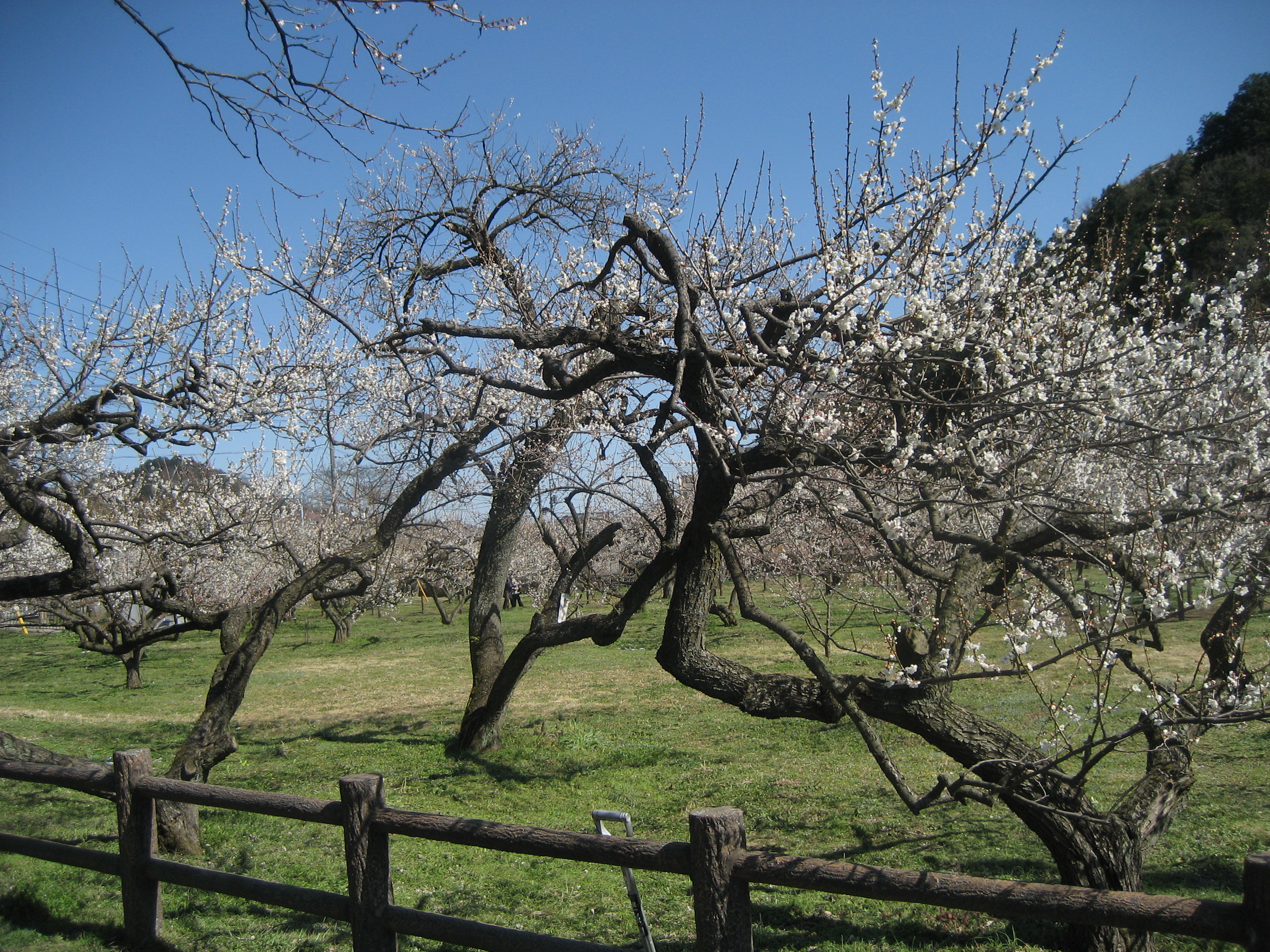
光琳が描いた梅の木

紅白梅図（こうはくばいず）、紅白梅図屏風（こうはくばいずびょうぶ）は、江戸時代（18世紀）の尾形光琳による彼の晩年の一大傑作。水流と紅白の梅が描かれている。津軽家に伝来。MOA美術館収蔵。国宝に指定されている。

## 概要
同じく国宝の燕子花図とともに尾形光琳の代表作の1つであり、彼が模索していた大胆なデザイン（意匠）の集大成といえ、日本美術で最も著名な作品の1つである。紙本金地著色・二曲一双。大きさは156.0cm×172.2cm。
流れを挟んで向かいあう紅梅と白梅。金地に対して流れを銀地とし、紅白の梅を左右に配すという際立った対照による大胆な構図である。光琳の最高傑作であり、装飾性を追求した琳派様式の一到達点を示す。斬新な意匠のうちに優れた象徴性を秘めてもいよう。小林太市郎は、「光琳と乾山」（『世界の人間像』第7巻、角川書店）の中で、画面中央の川を女体とし、両側の梅樹を男性とする解釈を行った。
なお、『紅白梅図』屏風の金地（金色の背景）について、2003年（平成15年）から翌年にかけての東京文化財研究所の蛍光X線による調査の結果、金箔を貼ったものではなく、金泥（金粉を膠で溶いた絵具）を使って描き、金箔の継ぎ目（箔足）をわざわざ描き出していた可能性が指摘された。一方、2011年（平成23年）のMOA美術館らの発表によれば、X線回折法による再調査により、やはり金箔を貼ったものという調査結果が出たとしており、本屏風の制作技法については、なお議論が続いている。中央の川は銀地に金泥を塗った上に硫黄をまぶして銀を黒く変色させるという技法を使っている。また、現在は白梅と認識されている梅は本来は桃色であったが、有機染料で描いたために褪色してしまっている。
2012年、東日本大震災の被災地支援のため、所蔵するMOA美術館から初めて館外に貸し出され、3月6日から25日まで仙台市博物館で「国宝 紅白梅図屏風とMOA美術館の名品」と題し東北ゆかりの品々と共に展示された。
1969年発行の特殊切手・国宝シリーズの15円切手のデザインに採用された。また、2020年の切手趣味週間に発行された84円切手のデザインに採用された。

## 光琳の技法再現
上記の研究成果を受けて、画家・研究者の森山知己は、『紅白梅図屏風』を実物大で再現する試みを行った。彼は伝統的な画材と技法を用いて、光琳が制作当初に意図したであろう画面の再構築を目指した。流水部分には銀箔を全面に貼り、その上に動物膠を主成分とするドーサ液を筆で施し、防染の模様を描いた。その後、硫黄粉や希薄な硫黄溶液を用いて銀を硫化させ、現存する黒変状態を人工的に再現した。
この実験により、ドーサが施された部分は硫化を免れ、初期段階では群青色や玉虫色のような発色が見られることが確認された。これは過去に「銀箔の上に群青で流水を描いた」という説に一定の理解を与えるものであり、かつて画面上に青く見える箇所が存在していた可能性を示唆している。また、経年変化によってドーサの効力が失われる「ドーサ抜け」が起きることで、意図せぬ黒変が生じた可能性についても検討された。
森山による再現実験は、制作時の筆致や水分量、時間経過などが画面にどのような影響を与えるかを視覚的に示すものであり、光琳がどのようにして流水表現のための新たな技法を発明したかについての理解が深まった。この研究成果は、2012年に森山が自身のウェブサイトで公開している。